# Moho braccatus
El ʻōʻō de Kauaʻi u ʻōʻōʻāʻā en hawaiano (Moho braccatus), es una especie extinta de ave paseriforme de la familia Mohoidae, era endémica de la isla de Kaua'i en el archipiélago de Hawái.
Era común en los bosques subtropicales de la isla hasta principios del siglo XX, cuando comenzó su declive. Se vio por última vez en 1985 y se oyó por última vez en 1987. Las causas de su extinción incluyen la introducción de depredadores (como la rata polinesia, la pequeña mangosta india y el cerdo doméstico), las enfermedades transmitidas por los mosquitos y la destrucción del hábitat.
Era el último miembro superviviente de los Mohoidae, que se habían originado hace más de 15-20 millones de años, durante el Mioceno, y la extinción del ʻōʻō de Kauaʻi marcó la única extinción de toda una familia de aves en los tiempos modernos ("modernos" significa posteriores al 1500 d. C.).

## Etimología
Los nativos de Hawái llamaron al ave ʻōʻō ʻāʻā, de la palabra hawaiana ʻōʻō, un descriptor onomatopéyico del sonido de su llamada, y ʻāʻā, que significa enano.

## Distribución y hábitat

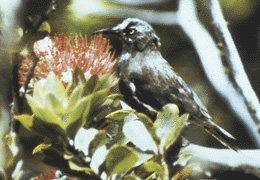
El último registro sonoro que se tiene de un Kauaʻi ʻōʻō, correspondió a un macho, y sería recopilado por el Laboratorio de Ornitología de la Universidad de Cornell: este consistió en un llamado de apareamiento, dirigido a una hembra que jamás acudiría. El ejemplar murió en 1987.

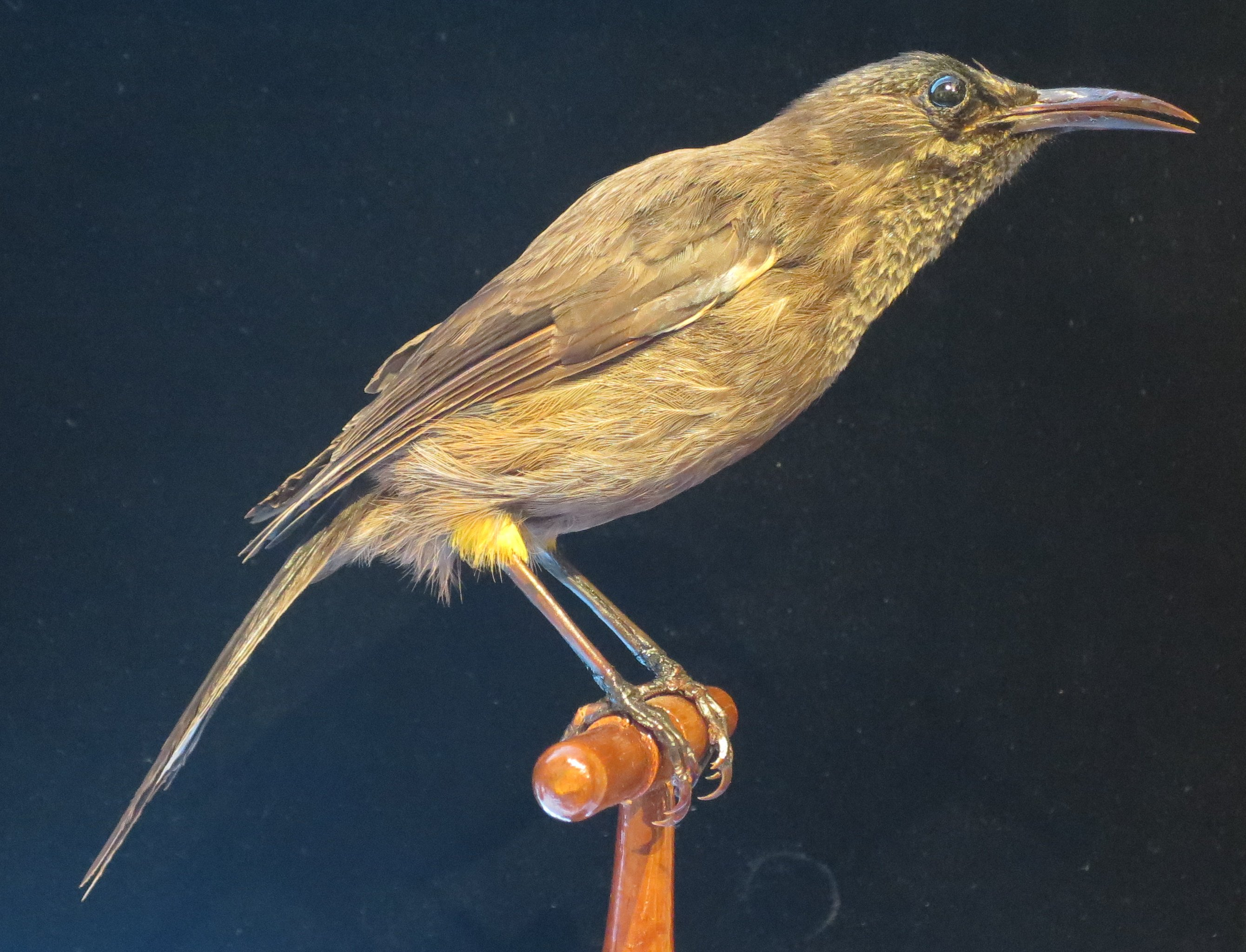
Espécimen conservado en el Bishop Museum, Honolulu.

## Descripción
Este pájaro estaba entre los más pequeños de los ʻōʻō hawaianos, si no la especie más pequeña, con poco más de 20 centímetros de longitud. La cabeza, las alas y la cola eran negras. El resto de las partes superiores de color marrón pizarroso, que se vuelve rufo en la grupa y los flancos. La garganta y el pecho son negros con un barrado blanco, que es particularmente prominente en las hembras. Las plumas centrales de la cola eran largas y había un pequeño mechón de plumas grises debajo de la base del ala. Mientras que el pico y las patas eran negros, las plumas de las patas eran de un intenso amarillo dorado. Era el único ʻōʻō conocido que tenía ojos con iris amarillo. Al igual que otros meleros, tenía un pico afilado y ligeramente curvado para tomar muestras de néctar. Sus fuentes de néctar favoritas eran las especies de Lobelia y el árbol ʻohiʻa lehua. También se observó a esta especie forrajeando en árboles de lapalapa. También comía pequeños invertebrados y fruta. El ʻōʻō de Kauaʻi era muy vocal, emitiendo llamadas huecas, erráticas y aflautadas. Tanto los machos como las hembras eran conocidos por cantar.

## Extinción
El pájaro anidaba en cavidades en los cañones densamente boscosos de Kauaʻi. Todos sus parientes también se han extinguido, como el Moho nobilis, el Moho bishopi, y el Moho apicalis. Se sabe relativamente poco sobre estas aves extintas. La especie se extinguió a causa de una gran variedad de problemas, como las enfermedades transmitidas por mosquitos (que hicieron que la especie se retirara a terrenos más elevados, retirándose en última instancia a los bosques montanos de gran altitud en la Reserva Natural de Alakaʻi), la introducción de depredadores mamíferos y la deforestación.
Los bosques de mayor altitud carecen de cavidades en los árboles, por lo que se pueden hacer pocos nidos, si es que hay alguno. A principios de la década de 1960, se estimaba que la población de este pájaro era de unos 34 individuos vivos. En la década de 1970, la única imagen conocida del ave fue filmada por John L. Sincock en una película Super 8 y también se hicieron varias grabaciones de cantos (siendo Harold Douglas Pratt, Jr. una de las personas que participó en la grabación de los cantos). En 1981, se encontró una pareja.  
El golpe final fueron dos huracanes, Iwa e Iniki, que llegaron con diez años de diferencia. Destruyeron muchos de los árboles viejos con cavidades y prohibieron el crecimiento de los árboles cuando llegó el segundo, provocando la desaparición de la especie. Como resultado, el último pájaro hembra desapareció (probablemente muerto por el huracán Iwa). El pájaro macho fue visto por última vez en 1985, y la última grabación sonora fue realizada en 1987 por David Boynton. Tras las fallidas expediciones de 1989 y el huracán Iniki de 1992, la especie fue declarada extinta por la UICN en 2000. Algunos todavía creen que la especie puede sobrevivir sin ser detectada, ya que la especie ya había sido proclamada extinta en dos ocasiones: una en la década de 1940 (posteriormente redescubierta en 1960) y otra desde finales de la década de 1960 hasta principios de la de 1970, siendo redescubierta por el biólogo de fauna salvaje John Sincock.[cita requerida] Sin embargo, tiene una llamada sonora y distintiva, y los estudios intensivos que se llevaron a cabo de 1989 a 2000 no han logrado encontrar ninguna desde 1987.

## Más información
- Lewis, Daniel (2018). Belonging on an Island: Birds, Extinction and Evolution in Hawaii. Yale University Press, New Haven, CT. ISBN 978-0-3002-2964-6.. Capítulo 2 del libro trata sobre el ʻōʻō, incluyendo el trabajo de John Sincock, que redescubrió el ave a principios de la década de 1970.
- Kauaʻi ʻōʻō
- BM: Biblioteca Macaulay Archivado el 8 de febrero de 2018 en Wayback Machine.
- Vista 3D Archivado el 7 de junio de 2011 en Wayback Machine. de los ejemplares RMNH 110.028 y RMNH 110.029 en Naturalis, Leiden (requiere el plugin de navegador QuickTime).
- Llamada de Kauaʻi ʻōʻō; Laboratorio de Ornitología de Cornell, Biblioteca Macaulay Kauai Oo Moho Braccatus ML6050 John L. Sincock, 6 de junio de 1975 Alakai Swamp, Kauai Hawaii
- Banko, Winston E. (December 1981), Historia de las aves endémicas de Hawai. Parte I. Historias de las poblaciones - relatos de las especies. Aves forestales: 'Ō'ō, y Kioea, CPSU-UH Avian History Report, 7B, pp. 175-185, hdl:10125/346.
- Sykes, P.W. Jr.; Kepler, A.K.; Kepler, C.B.; Scott, J.M. (2000). Kauai'i 'O'o. Birds of North America 535. Washington, DC: American Ornithologists' Union. pp. 1-32.

- Datos: Q19555
- Multimedia: Moho braccatus / Q19555
- Especies: Moho braccatus